# Hixame ibne Abedal Maleque
Hixame, Hixeme ou Híxem ibne Abedal Maleque (em árabe: هشام بن عبد الملك, lit. 'Hisham ibn Abd al-Malik') foi o décimo califa omíada e que reinou de 723 até a sua morte em 743. Como seu irmão Ualide I, Hixame foi um grande patrono das artes, estimulando a tradução de diversas obras primas da literatura e da ciência para o árabe. Ele também foi um defensor da educação e construiu muitas escolas por todo o império.
Hixame morreu de difteria numa quarta-feira, 6 de fevereiro de 743 e foi sucedido por seu sobrinho Ualide ibne Iázide ibne Abedal Maleque (Ualide II).

## Reformas
Herdando o califado de seu irmão Iázide II, Hixame recebeu também um império com diversos e variados problemas. Ele foi, porém, um líder competente e conseguiu manter a unidade do califado omíada. Foi durante o seu governo que as reformas iniciadas no tempo de Omar ibne Abdalazize (Omar II) foram revigoradas. Ele retomou a interpretação estrita da xaria patrocinada por Omar e exigiu-a de todos os seus súditos, inclusive a sua própria família. Foi também durante o seu reinado que se iniciou uma aproximação com os barmécidas persas.

## Campanhas militares
Sob o reinado de Hixame, os ataques constantes contra os bizantinos continuaram. Um dos comandantes de seu exército era o incansável Maslama, meio-irmão de Hixame. Ele lutou contra os bizantinos em 725-726 (107AH) e, no ano seguinte, capturou Cesareia. Outro era o filho de Hixame, Moáuia ibne Hixame, que, em 110AH tomou o forte de Samalu na Cilícia. Dois anos depois, Moáuia capturou a fortaleza de Carsiano na Capadócia. Em 114AH, ele capturou Acrune (Acroino) e seu colega, Abedalá Albatal, capturou um comandante bizantino. 
Em 120AH Solimão ibne Hixame capturou um forte bizantino conhecido como Siderune ("Forte de Ferro") e, no ano seguinte, Maslama capturou partes da Capadócia e atacou os ávaros da Eurásia. Teófanes, o Confessor, afirma que os árabes foram completamente derrotados na Batalha de Acroino, com apenas alguns conseguindo retornar em segurança. Ele conta que uma luta interna entre os bizantinos (entre Constantino V e o usurpador Artavasdo) facilitou os ataques da temporada de 741-742 por Solimão ibne Hixame e que resultaram em muitos escravos bizantinos nas mãos árabes. Este último ataque aparece também na obra de Atabari.
No Norte da África, a disseminação da doutrina dos carijitas combinada com a impaciência local resultaram na Revolta Berbere. Em 740, uma grande força berbere cercou um exército omíada em Uadi Xerife, que lutou até a destruição completa. Hixame despachou então uma força de 27.000 sírios para esmagar os rebeldes, que também fracassou e terminou destruída em 741. No ano seguinte, Handala ibne Safuane começou a ter alguns sucessos, mas terminou cercado em Cairuão. Ele liderou uma tentativa desesperada de romper o cerco que acabou por desorganizar os berberes, matando milhares deles e, assim, restabeleceu o domínio omíada na região.
Hixame também enfrentou uma revolta dos exércitos de Zaíde ibne Ali, o neto de Huceine ibne Ali, que, ao contrário da anterior, foi facilmente esmagada. Na Espanha, os conflitos internos dos anos anteriores foram eliminados e o governador de Hixame, Abderramão ibne Abedalá, conseguiu juntar um grande exército e invadiu o Reino dos Francos. Ele cercou Bordéus e avançou pelo Vale do Loire, até ser detido na Batalha de Tours por Carlos Martel. Este ataque marca o limite da conquista árabe na Europa Ocidental.
Apesar dos sucessos de Hixame, os abássidas continuavam a ganhar força, principalmente no Iraque e no Grande Coração. Eles ainda não estavam em posição de desafiar o califa, que mandou prender e executar diversos líderes do grupo.

## Obras
Hixame construiu um complexo palacial em Jericó conhecido como Khirbet al-Mafjar cerca de um quilômetro e meio a norte do Tell as-Sultan em 743, duas mesquitas, um pátio, mosaicos, e outros items que podem ser vistos hoje in situ, apesar de terem sido parcialmente destruídos no terremoto de 747.